# Sandro Bertagna
Sandro Bertagna (La Spezia, 17 giugno 1941) è un politico italiano.

## Biografia
Ufficiale di marina mercantile. Agli inizi degli anni settanta entra a far parte della dirigenza spezzina del PCI, ricoprendo l'incarico di segretario provinciale per oltre sette anni.
Fu sindaco della Spezia tra il 1983 e il 1985 per il Partito Comunista Italiano, al termine del mandato venne eletto in consiglio regionale ligure, ricoprendo dal 1987 la carica di vicepresidente del consiglio regionale. Venne confermato come consigliere anche alle elezioni regionali del 1990. dopo la svolta della Bolognina confluì nel PDS, che rappresentò in Regione fino al 1995.
Nel 2012 interviene nel dibattito pubblico spezzino in seguito alla decisione del comitato portuale del Porto della Spezia di approvare la procedura di rinnovo della concessione a LSCT SpA, conclusa la quale la società di Contship avrà in gestione la quasi totalità del porto spezzino.